# Boccheggiano
Boccheggiano est une frazione située sur la commune de Montieri, province de Grosseto, en Toscane, Italie. Au moment du recensement de 2011 sa population était de 311 habitants.

## Géographie
Le hameau est situé dans le Monts Métallifères, un territoire historiquement connu pour son intense activité minière.

## Monuments
- Église San Bartolomeo (XVe siècle)
- Église San Sebastiano (XIVe siècle)
- Les murs de Boccheggiano, fortifications médiévales du XIIIe siècle.